# Takenori Hayashi
Takenori Hayashi (jap. 林 丈統, Hayashi Takenori; * 14. Oktober 1980 in der Präfektur Nara) ist ein ehemaliger japanischer Fußballspieler.

## Karriere
Hayashi erlernte das Fußballspielen in der Schulmannschaft der Takigawa Daini High School. Seinen ersten Vertrag unterschrieb er 1999 bei den Ichihara (heute: JEF United Chiba). Der Verein spielte in der höchsten Liga des Landes, der J1 League. 2005 gewann er mit dem Verein den J.League Cup. Für den Verein absolvierte er 151 Erstligaspiele. 2006 wechselte er zum Ligakonkurrenten Kyoto Purple Sanga (heute: Kyoto Sanga FC). Für den Verein absolvierte er 23 Erstligaspiele. 2007 wurde er an den Erstligisten Júbilo Iwata ausgeliehen. 2008 kehrte er zu Kyoto Sanga FC zurück. Für den Verein absolvierte er 48 Erstligaspiele. 2010 wechselte er zum Zweitligisten JEF United Chiba. Für den Verein absolvierte er 23 Spiele. 2012 wechselte er zu BEC Tero Sasana. Im Juli 2012 wechselte er zum Zweitligisten Ōita Trinita. Am Ende der Saison 2012 stieg der Verein in die J1 League auf. Ende 2013 beendete er seine Karriere als Fußballspieler.

## Erfolge
JEF United Chiba
- J.League Cup

Sieger: 2005